# Alpinia microlophon
Alpinia microlophon är en enhjärtbladig växtart som beskrevs av Henry Nicholas Ridley. Alpinia microlophon ingår i släktet Alpinia och familjen Zingiberaceae. Inga underarter finns listade i Catalogue of Life.